# Equipo de Fed Cup de Polonia
El Equipo Polonia de Copa Billie Jean King representa a Polonia en la máxima competición internacional a nivel de naciones del tenis femenino. Su organismo de gobierno es la Polski Związek Tenisowy.

## Historia
Participó por primera ver en 1966. Llegó a cuartos de final en el 2015.